# Knochenbrecherkurve

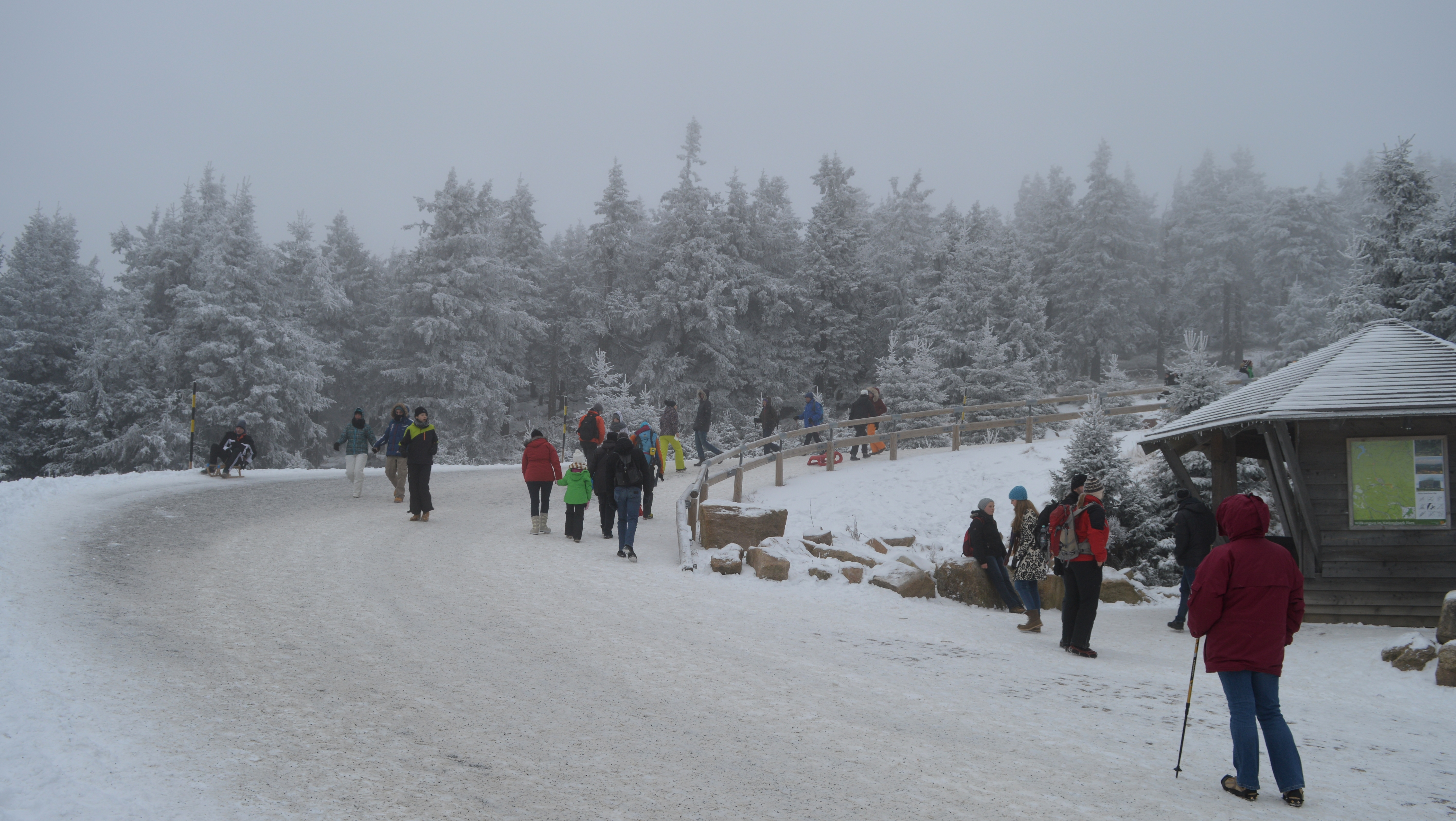
Blick bergauf auf die Knochenbrecherkurve, rechts im Bild die Schutzhütte

Die Knochenbrecherkurve ist eine Straßenkurve im Verlauf der Brockenstraße am Brocken im Harz in Sachsen-Anhalt.

## Lage
Sie befindet sich in Luftlinie etwa 500 Meter südlich des Brockengipfels in einer Höhe von etwa 1048 m und gehört zur Gemarkung von Schierke, einem Ortsteil der Stadt Wernigerode. Die Brockenstraße erfährt in dem Bereich der Kurve einen deutlichen Richtungswechsel von knapp 120°, ähnlich einer Spitzkehre. Innerhalb der Kehre der Kurve befindet sich eine Schutzhütte, an der sich diverse Informationstafeln befinden. Bei der Schutzhütte handelt es sich um die letzte Schutzhütte vor dem Gipfel beim Aufstieg zum Brocken. Die Schutzhütte dient auch als Anfangs- bzw. Endpunkt von Fahrten mit Pferdefuhrwerken nach bzw. von Schierke.

## Benennung und Geschichte
Die ungewöhnliche Benennung der Kurve wird sowohl in den Kartenwerken über die Brockenregion als auch an den amtlichen im Gebiet aufgestellten Wanderkarten ausgewiesen. Die Knochenbrecherkurve ist die einzige benannte Kurve der von Schierke zum Brocken führenden Brockenstraße.
Der Name ergab sich nicht aus einer Gefährlichkeit der scharfen Kurve selbst, wobei dies insbesondere für die die Brockenstraße nutzenden Rodler naheliegend wäre, sondern geht auf den als Brockenmaler bekannt gewordenen Maler Adolf Rettelbusch zurück. Nachdem Rettelbusch 1924 in den Ruhestand getreten war, besuchte er verstärkt den Harz und insbesondere den Brocken. Hierbei entdeckte er einen Weg zum Brockengipfel, der von der Kurve der Brockenstraße seinen Ausgang nahm und abseits der Straße den Gipfel erreichte. Der Weg führte durch unwegsames Gelände, war sehr steil und uneben und wurde daher von Rettelbusch als Knochenbrecher bezeichnet. Die Kurve erhielt so, als Ausgangspunkt des Knochenbrechers, den Namen Knochenbrecherkurve. Der Knochenbrecher selbst ist heute nicht mehr als Weg ausgewiesen.